# Johannes Olearius (1611-1684)
Johannes Olearius (1611-1684) (* Halle (Saale), 17 de Setembro de 1611 † Weißenfels, 14 de Abril de 1684) foi hinógrafo, teólogo evangélico e historiador da igreja. Era filho de Johannes Olearius (1546–1623) e irmão do também teólogo evangélico e cronista alemão Gottfried Olearius (1604–1685).

## Obras
Johannes Olearius notabilizou-se principalmente por causa de seus hinos religiosos. Em 1671, apareceu a primeira edição de sua obra Geistliche Singe-Kunst contendo 1218 cantos. Uma edição mais ampla com 1340 poesias se seguiram anos depois.
- Ach, wie groß ist deine Gnade
- Fürwahr der Herr trug selbst
- Gelobet sei der Herr, musicalizada por Johann Sebastian Bach em sua Cantata da Trindade
- Gott Lob, der Sonntag kommt herbei
- Herr Jesu Christ, dein teures Blut
- Herr, öffne mir die Herzenstür
- Nun kommt das neue Kirchenjahr
- Tröstet, tröstet meine Lieben – 3a estrofe musicalizada por Johann Sebastian Bach em BWV 30 Freue dich, erlöste Schar
- Wunderbarer Gnadenthron